# Лувинате
Лувинате (итал. Luvinate) је насеље у Италији у округу Варезе, региону Ломбардија.
Према процени из 2011. у насељу је живело 1217 становника. Насеље се налази на надморској висини од 422 м.

## Становништво
Према резултатима пописа становништва 2011. у општини је живело 1.309 становника.
| 1936. | 1951. | 1961. | 1971. | 1981. | 1991. | 2001. | 2011. |
| ----- | ----- | ----- | ----- | ----- | ----- | ----- | ----- |
| 678   | 785   | 810   | 1.104 | 1.196 | 1.282 | 1.386 | 1.309 |